# Вулиця Михайла Грушевського (Черкаси)
Вулиця Михайла Груше́вського — одна з головних вулиць у Черкасах.

## Розташування
Починається від вулиці Кавказької  на схилах річки Дніпро, простягається на захід і впирається у вулицю Оборонну, яка відмежовує колишній військовий полігон.

## Опис
Вулиця спочатку неширока, по одній смузі руху в кожний бік, після перетину з бульваром Шевченка трохи розширюється (збільшується її значення як транзитної дороги). Після проходження під залізничним мостом вулиця звужується в своєрідний провулок (основний рух здійснюється далі по вулиці Одеській). Від бульвару і до перехрестя з вулицею Одеською вулицею прокладено тролейбусну лінію.

## Походження назви
- Вулиця була утворена у 1884 році і до 1941 року існувала як Білозірська.
- Перед Другою світовою війною радянською владою перейменована на вулицю Котовського.
- Під час німецької окупації (1941—1943 років) носила назву вулиця Міхновського.
- З 2016 року перейменована на вулиці Михайла Грушевського[1].

## Будівлі та інші об'єкти
На вулиці розташовано багато житлових будинків, на розі з бульваром Шевченка торговий центр «Плазма» та Черкаська дитяча музична школа № 2. Вздовж будинків № 97 та 99 розташований Парк «Дружба» площею 0,4 га.

## Галерея

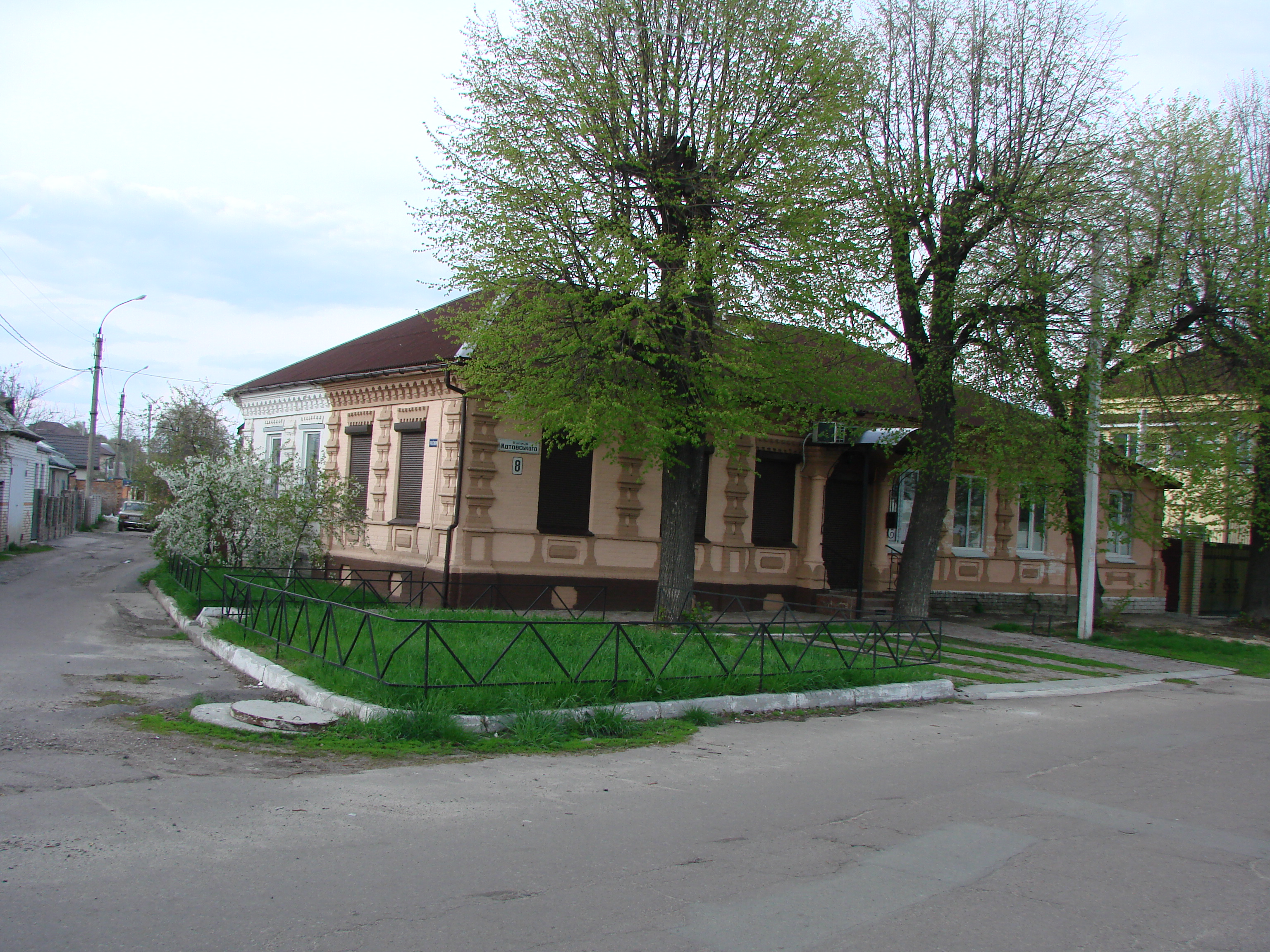
Будинок № 8
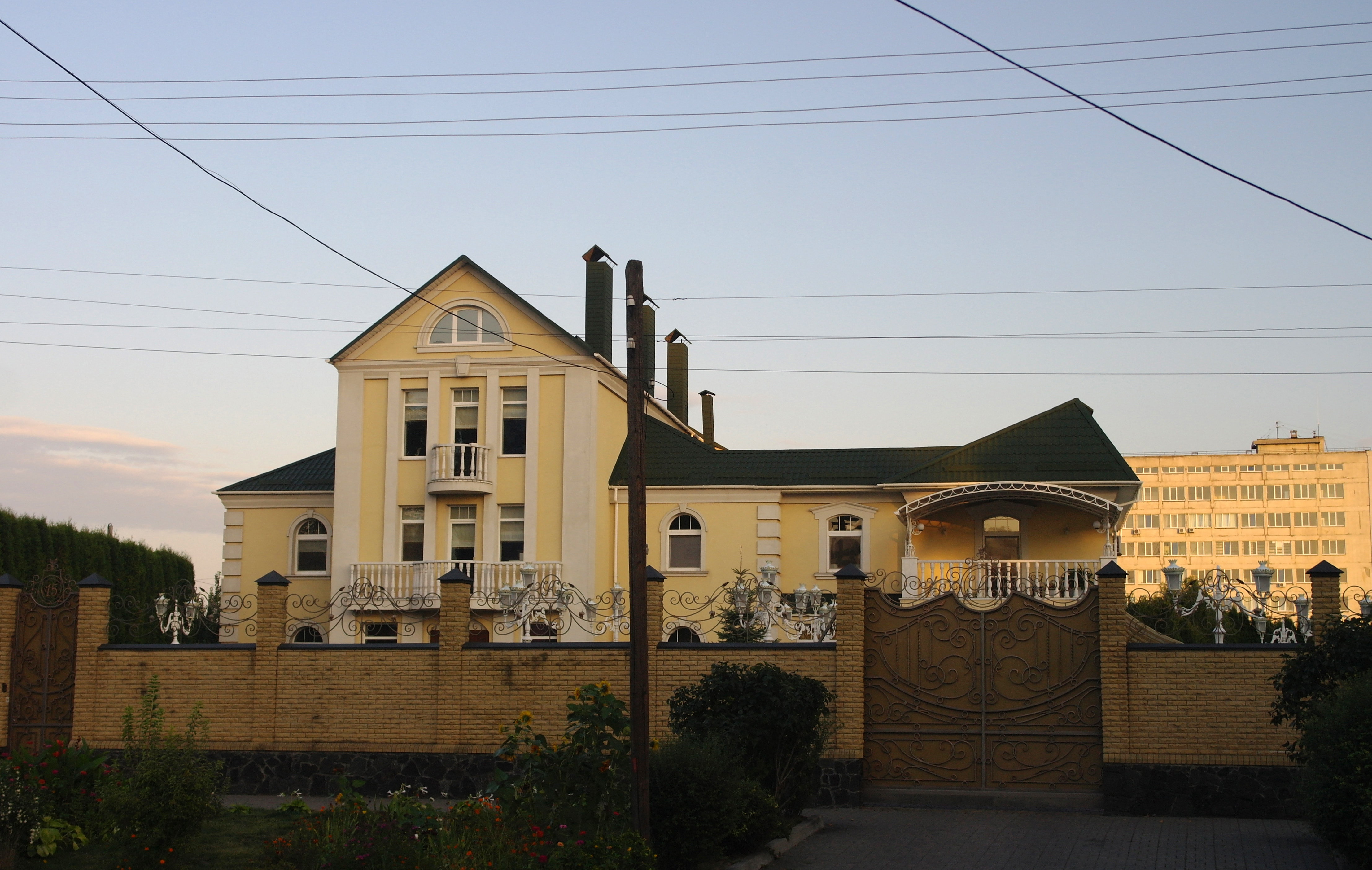
Будинок № 15
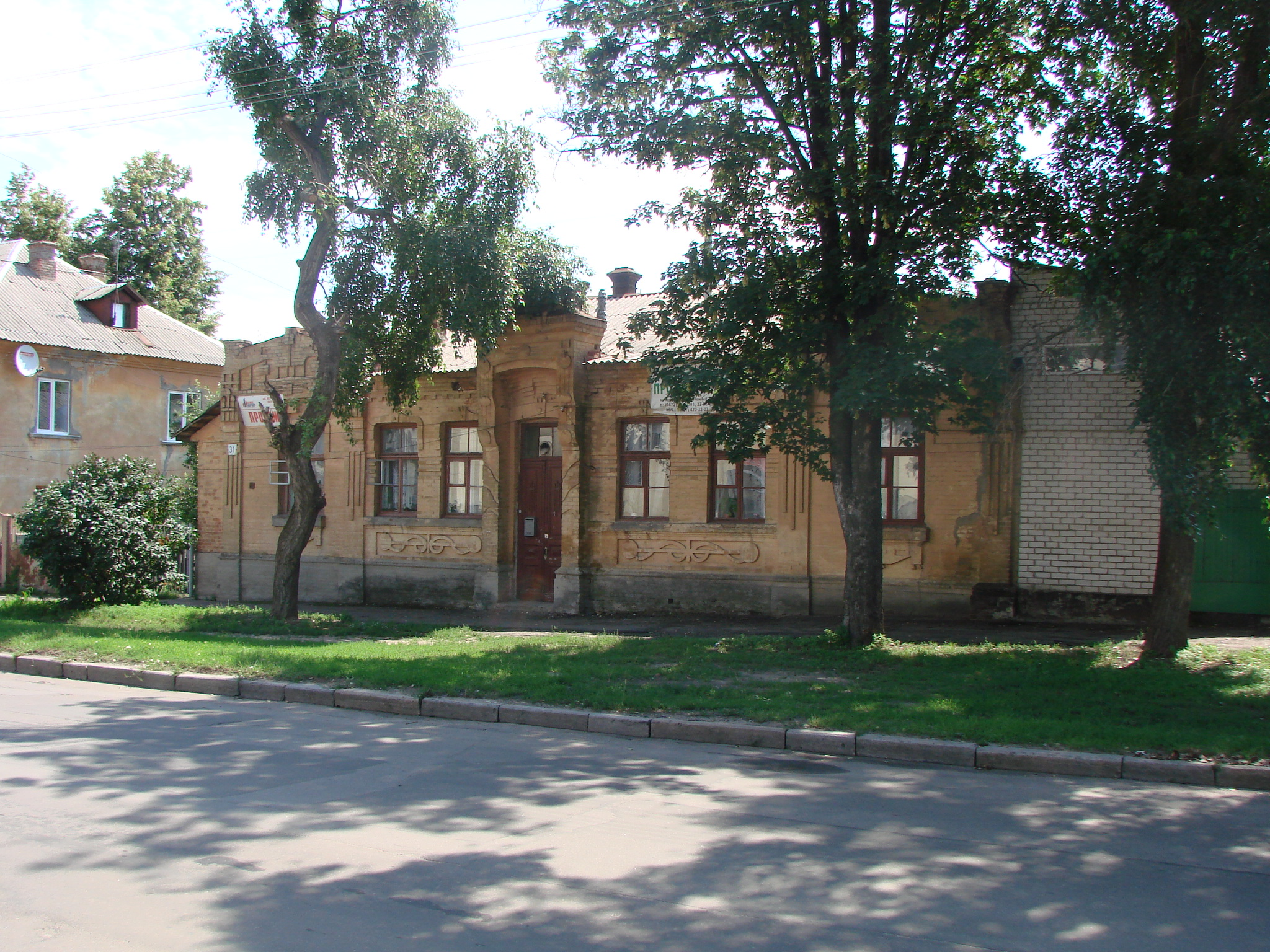
Будинок № 31
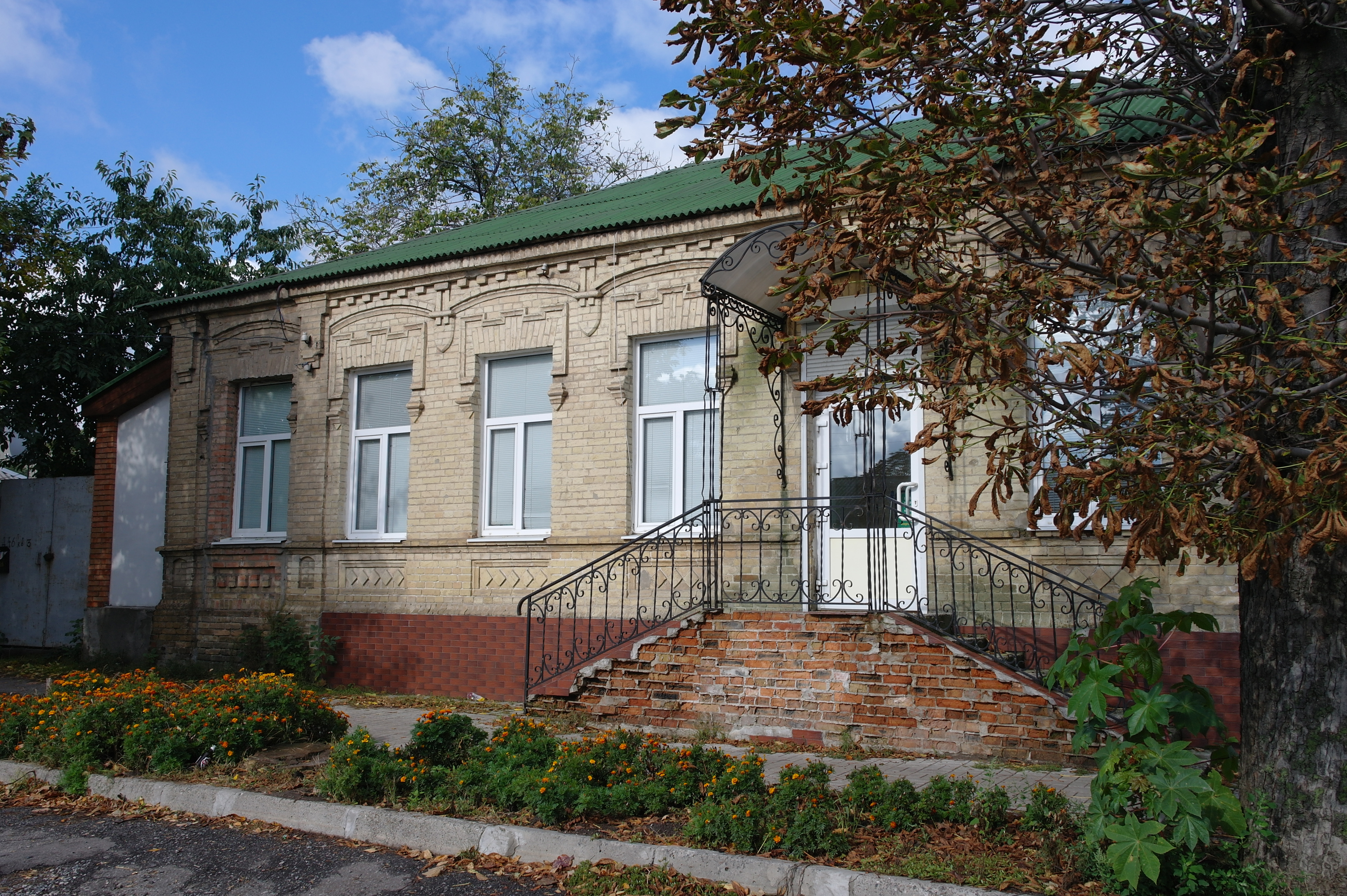
Будинок № 46/154